# بلدية سوندبيباري
بلدية سوندبيباري (بالسويدية: Sundbybergs kommun)‏ هي بلدية في السويد، تقع في محافظة ستوكهولم، بلغ عدد سكانها 43,192  نسمة وذلك حسب إحصائيات سنة 2014، عاصمتها Central Sundbyberg ‏، تبلغ مساحتها 8.8 كم².

## الموقع
تشترك في الحدود مع:
- بلدية ستوكهولم
- بلدية سولنتونا
- بلدية سولنا

## مدن توأم
المدن التوأم:
- آلوكسني
- St. Veit an der Glan [الإنجليزية]‏